# Przełęcz Staromorawska
Przełęcz Staromorawska – przełęcz górska na wysokości 794 m n.p.m., w południowo-zachodniej Polsce, w Sudetach Wschodnich, w Masywie Śnieżnika.

## Położenie
Przełęcz Staromorawska, położona jest w Sudetach Wschodnich, na terenie Śnieżnickiego Parku Krajobrazowego, we wschodniej części Masywu Śnieżnika, około 3,0 km na południe od Bolesławowa.
Przełęcz stanowi mało wyraźne, rozległe siodło o łagodnych niesymetrycznych zboczach i stromych podejściach, płytko wcinające się w gnejsowe podłoże rozrogu, odchodzącego w północno-wschodnim kierunku od Śnieżnika. Przełęcz oddziela wzniesienie Rykowisko (948 m n.p.m.) po południowej stronie, od trójwierzchowego grzbietu Zawada, położonego po północnej stronie przełęczy. Przełęcz stanowi węzeł szlaków turystycznych i dróg leśnych. Najbliższe otoczenie przełęczy porośnięte jest lasem regla górnego.

## Historia
W średniowieczu przez przełęcz prowadził jeden z ważniejszych szlaków handlowych na Ziemi kłodzkiej, łączący ośrodki przemysłowe po obu stronach gór. Odcinek drogi, pomiędzy Przełęczą Staromorawską a Przełęczą Płoszczyna, prowadzący po trasie dawnej drogi handlowej, nazywany jest Drogą Staromorawską.

## Szlaki turystyczne
Przez przełęcz przechodzą szlaki turystyczne:
- niebieski – prowadzący z Lądka-Zdroju na Halę Pod Śnieżnikiem i dalej[1],
- żółty – fragment prowadzący z Przełęczy Płoszczyna do Bolesławowa i dalej.